# Ragnars saga loðbrókar

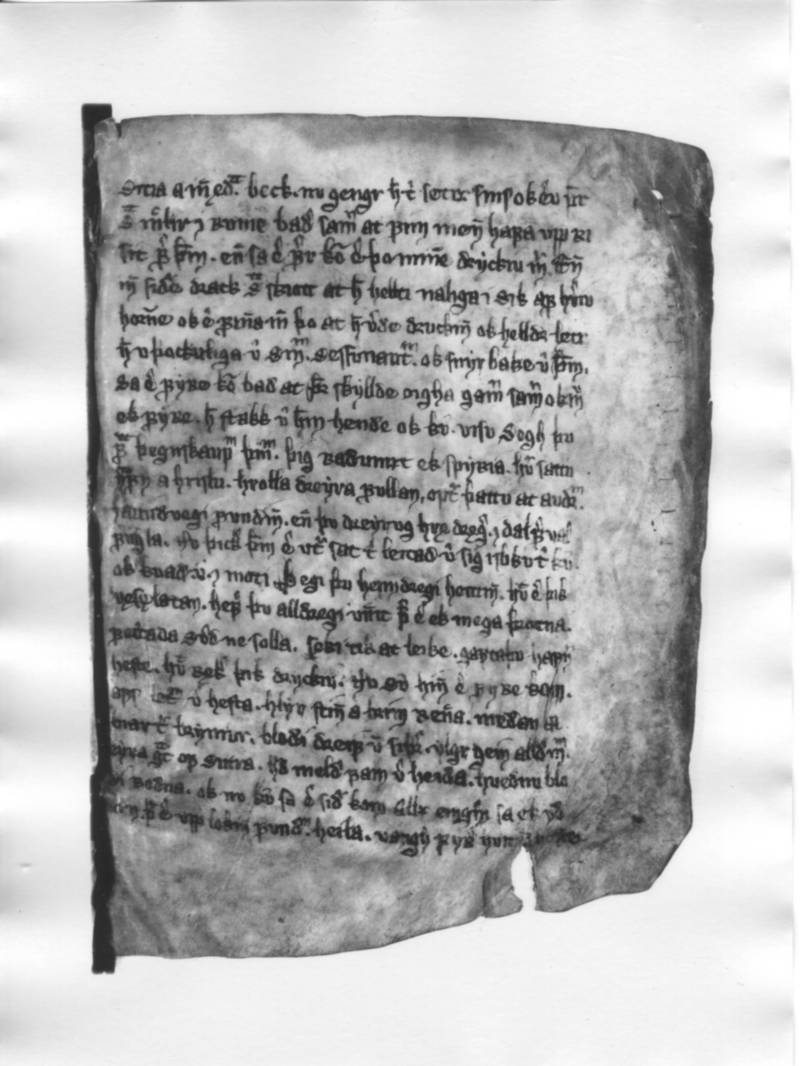
NKS 1824 b 4° folio de Ragnars saga loðbrókar.

Ragnars saga loðbrókar (Saga de Ragnar Calzas Peludas) es una de las sagas llamadas fornaldarsögur, cuyo contenido trata sobre la vida del legendario vikingo Ragnar Lodbrok, hijo del rey Sigurd Ring. Escrita hacia 1400, sobreviven 44 manuscritos y diversas ediciones repartidas en varias colecciones y bibliotecas, entre las más prestigiosas la Biblioteca Real de Dinamarca, Biblioteca Nacional de Suecia, Biblioteca Houghton de Harvard y la Biblioteca Británica.
Ragnars saga loðbrókar y Hrólfs saga kraka se consideran básicamente sagas de hechos históricos con un importante factor de relatos de aventuras y sagas heroicas (ambas finalizan con la muerte de los protagonistas), pero se diferencian de otras sagas como la Mágus saga jarls que siguiendo el mismo factor es históricamente irrelevante.